# Toxcatl

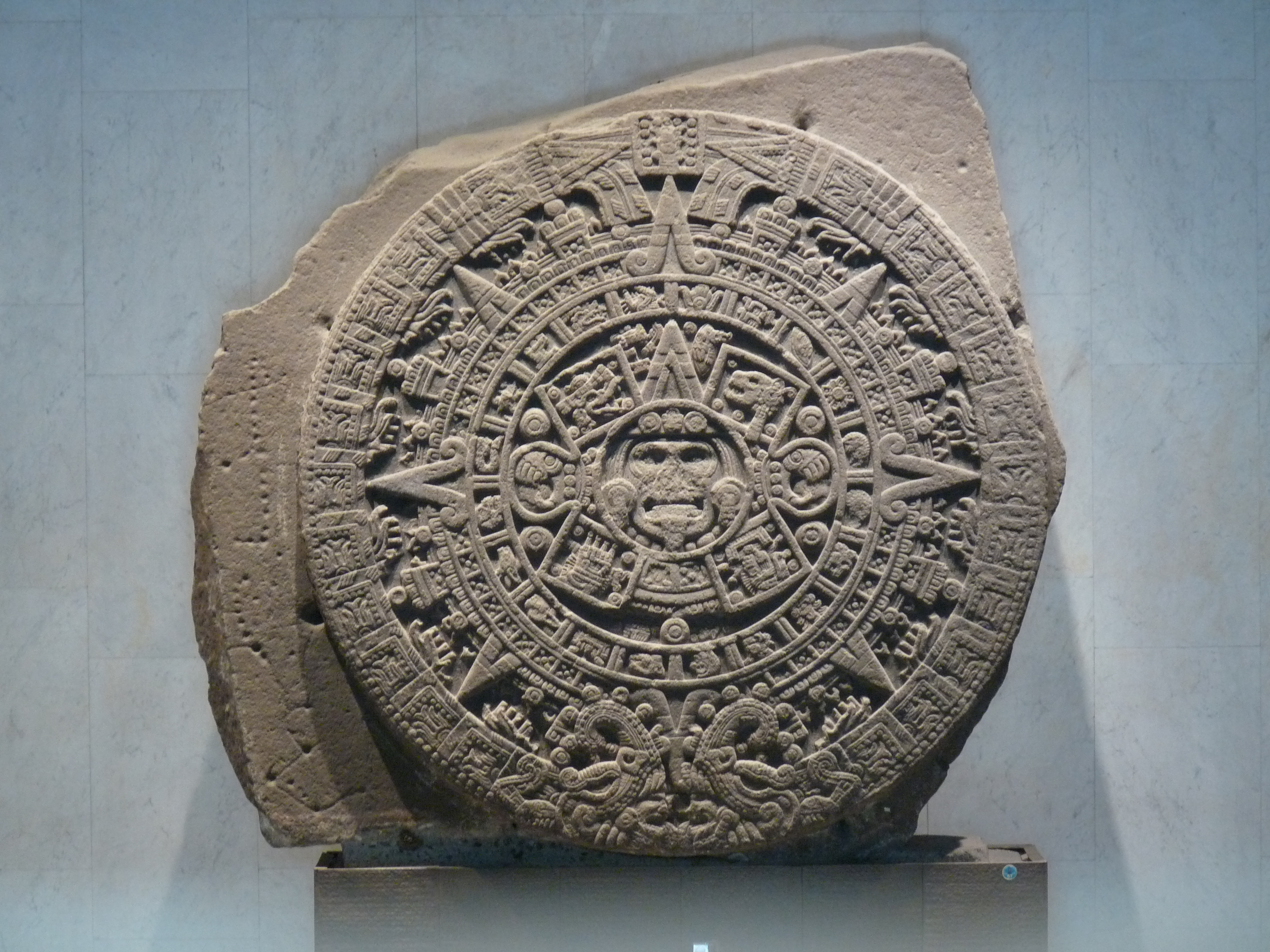
La pietra del sole degli Aztechi con il calendario

Il Toxcatl [ˈtoːʃkat͡ɬ] era il nome del quinto mese di 20 giorni (veintena) del calendario azteco, corrispondente approssimativamente al periodo tra il 5 e il 22 maggio.
Era anche il nome della cerimonia che si svolgeva durante tale mese, dedicata al dio Tezcatlipoca, e che prevedeva il sacrificio di un giovinetto che aveva fatto da allegoria per la divinità per l'intero anno.